# Buslijn 283 (Rotterdam)
Buslijn 283 is een buslijn in de regio Rotterdam, die wordt geëxploiteerd door de RET. De lijn rijdt van Zuidplein via Portland, Carnisselande en Barendrecht naar metrostation Kralingse Zoom in Rotterdam-Kralingen en is een zogenaamde "snelbus". Het is hiermee de snellere versie van lijn 183 die grotendeels dezelfde verbindingen biedt maar meer omwegen maakt.
Deze lijn rijdt alleen tijdens de spitsuren. Voorheen reed de lijn 's ochtends naar Kralingse Zoom en 's middags naar Slinge/Zuidplein, maar sinds medio 2017 rijdt de lijn zowel 's ochtends als 's middags in beide richtingen. Buiten deze tijden kan gebruik worden gemaakt van lijn 183. Per 5 mei 2025 kwam het traject Barendrecht - Kralingse Zoom te vervallen.